# 富山県道16号砺波小矢部線
富山県道16号砺波小矢部線（とやまけんどう16ごう となみおやべせん）は、富山県砺波市と小矢部市を結ぶ県道（主要地方道）である。

## 概要

### 路線データ
- 起点：富山県砺波市三島町3627番の6[1]（豊町交差点・国道156号（国道359号重複）交点）
- 終点：富山県小矢部市安楽寺字天田島2156番の1[1]（安楽寺（西）交差点・国道8号・富山県道286号刈安安楽寺線交点）

## 歴史
- 1955年（昭和30年）6月23日：路線認定[1]。
- 1993年（平成5年）5月11日 - 建設省から、県道砺波小矢部線が砺波小矢部線として主要地方道に指定される[2]。
- 1993年（平成5年）9月：国道8号小矢部バイパス開通。これに伴い、旧道となった一部区間を路線認定し、終点が小矢部市街地から県境付近まで移動。[要出典]
- 2000年（平成12年）度：小矢部川大橋および綾子大橋の建設に事業着手[3]。
- 2009年（平成21年）11月5日：小矢部市街南部をバイパスする小矢部川大橋（橋長133m）および綾子大橋（橋長57.2m）が開通し[3]、一部区間がルート変更。

## 路線状況

### 重複区間
- 富山県道48号福光福岡線（小矢部市西中 - 小矢部市西中・西中交差点）
- 国道471号（小矢部市石動町・石動町西交差点 - 小矢部市安楽寺・南谷交差点）
- 富山県道273号浅地小矢部線（小矢部市綾子・綾子南交差点 - 小矢部市石動町・石動町西交差点）
- 富山県道42号小矢部福光線（小矢部市石動町・石動町西交差点 - 小矢部市後谷・後谷交差点）

## 地理

### 通過する自治体
- 砺波市
- 小矢部市

### 交差する道路
- 国道156号（国道359号重複）（砺波市三島町・豊町交差点･起点）
- 富山県道261号砺波停車場線（砺波市表町）
- 富山県道20号砺波福光線（砺波市本町・本町交差点）
- 富山県道48号福光福岡線（小矢部市西中）
- 富山県道48号福光福岡線、富山県道276号西中大滝線（小矢部市西中・西中交差点）
- 富山県道371号本町高木出線（小矢部市野寺）
- 富山県道368号藤森岡線（小矢部市野寺・野寺交差点）
- 国道471号（小矢部市島・島交差点）
- 富山県道273号浅地小矢部線（小矢部市綾子・綾子（南）交差点）
- 富山県道370号富山庄川小矢部自転車道線（小矢部市石動町）
- 国道471号（小矢部市石動町・石動町西交差点）
- 富山県道32号小矢部伏木港線（小矢部市石動町）
- 富山県道42号小矢部福光線（小矢部市後谷・後谷交差点）
- 国道471号（小矢部市安楽寺・南谷交差点）
- 国道8号・富山県道286号刈安安楽寺線（小矢部市安楽寺・安楽寺（西）交差点・終点）

### 沿線にある施設など
- 砺波市指定文化財 旧金岡家住宅 かいにょ苑
- 砺波郵便局
- JR城端線 砺波駅
- 出町ふれあいセンター
- 市立砺波総合病院
- DCM砺波店
- イオンモールとなみ
- 砺波自動車学校
- 陸上自衛隊 富山駐屯地
- 能越自動車道
- 富山県立小矢部園芸高等学校
- 小矢部市立大谷中学校
- 公立学校共済組合北陸中央病院
- エイゼット本社・富山工場
- ハローワーク小矢部
- アルビス いするぎ駅店
- あいの風とやま鉄道線 石動駅
- 北陸新幹線 新倶利伽羅トンネル
- 小矢部警察署 小矢部警察検問所